# Great Northern
Great Northern est un groupe américain de rock indépendant, originaire de Los Angeles, en Californie. Le groupe est fondé en 2005 par Solon Bixler, chanteur-guitariste et ex-membre de Thirty Seconds to Mars, et Rachel Stolte chanteuse-claviériste. 
Pour le premier album Trading Twilight for Daylight sorti en 2007, ils sont accompagnés du batteur Davey Letter. Cet album aux sonorités mélancoliques et rêveuses a reçu un très bon accueil aussi bien du public que des professionnels. Leur deuxième album Remind Me Where the Light Is est sorti le 28 avril 2009. Solon et Rachel y sont accompagnés par Dusty Rocherolle (batterie) et Marissa Micik (claviers). L'album, plus rock que le premier, sera probablement un tournant pour la carrière du groupe[réf. nécessaire]. On peut entendre leur reprise de Bonnie and Clyde pendant les premières minutes du dernier épisode de la série Gossip Girl. L'originale est de Serge Gainsbourg et Brigitte Bardot.

## Historique

### Débuts (2005–2009)
Après l'arrivée du batteur Davey Latter et de la bassiste Ashley Dzerigian, Great Northern joue dans la banlieue de Los Angeles pendant l'enregistrement d'un premier album. Great Northern signe avec le label indépendant Eenie Meenie Records en été 2006, et commence à enregistrer avec le producteur Mathias Schneeberger. Leur premier album studio se complète en six mois et s'intitule Trading Twilight for Daylight.
L'album est enregistré au studio Donner and Blitzen à Arcadia, en Californie. Après leur rencontre avec Schneeberger grâce à un ami en commun, leur relation se consolide avec la production de l'album. Trading Twilight for Daylight est publié le 15 mai 2007 aux États-Unis.
L'EP qui suit, Sleepy Eepee, est à l'origine écrit et enregistré avant Trading Twilight for Daylight, mais plus tard réédité avec une nouvelle couverture réalisée par Ryan Coscia et publiée le 18 mars 2008. À cette période, Ashley Dzerigian est discrètement renvoyée du groupe sans explication. Elle expliquera plus tard dans une interview, « En parlant de séparation, je n'ai surtout pas avis que les gens pensent que je sois partie de mon plein gré. J'ai été viré sans même m'y attendre. Même si je suis allée de l'avant et j'ai oubliée mes anciens compagnons, ils n'ont jamais réussi à me donner une explication claire ou honnête. Mais je suppose que c'est parfois comme ça. Les groupes, c'est comme le mariage ou les relations amicales. S'il y a manque de communication, il y a abandon. Au moins, il n'y a eu aucun moment gênant. »
Le 28 avril 2009 sort leur deuxième album, Remind Me Where the Light Is. Souhaitant faire quelque chose de différent, Great Northern travaille avec de nouveaux producteurs. Rachel Stolte et Solon Bixler jouent dans le film Etienne! sorti en 2010.

### Dernières activités (depuis 2010)
Le 8 septembre 2010, le groupe poste sur Twitter que trois mois ont passé pour l'enregistrement de leur troisième album. En février 2012, l'album est toujours en cours. Great Northern tourne avec Rob Quist en 2014.
Great Northern, désormais composé de Solon et Rachel, publie trois chansons sur Bandcamp. Holes est publié en 2012, et Skin of Our Teeth en 2013, et Human en 2014. Le 12 juin 2015, Tremors est publié sur Google Play et iTunes.

## Membres

### Membres actuels
- Solon Bixler - chant, guitare (depuis 2005)
- Rachel Stolte - chant, claviers (depuis 2005)

## Ancien membre
- Ashley Dzerigian - basse (2005-2008)
- Davey Latter - batterie (2005-2008)

## Membres additionnels
- Matt Roveto - basse
- Michael Regilio - basse
- Marissa Micik - clavier
- Dusty Rocherolle - batterie